# Cribbia confusa
Espèce
Synonymes
- Angraecopsis confusa (P.J.Cribb) R.Rice[1]

Cribbia confusa est une espèce de plantes à fleurs de la famille des Orchidaceae (les Orchidées) et du genre Cribbia, présente dans plusieurs pays d'Afrique tropicale : Liberia, Côte d'Ivoire, Cameroun, Sao Tomé-et-Principe.